# 해빙 (1983년 드라마)
《해빙》은 KBS 2TV에서 1983년 1월 8일부터 1983년 3월 27일까지 방영되었던 드라마이다.

## 소개
출세만을 쫓는 야망의 사나이가 인생의 의미를 되찾아가는 이야기

## 출연진
- 한진희
- 김영애
- 차화연
- 장민호
- 최정훈
- 염복순
- 허진
- 이종만

## 참고 사항
- 최정훈이 조연으로 나온 KBS 2TV 월화 미니시리즈 폭풍 속으로는 당초 첫사랑 후속 주말극이었으나[1] 갑작스럽게 내 안의 천사 후속 월화 미니시리즈로 변경되었는데 이 드라마의 담당 연출자[2] 이덕건 PD는 <해빙> 연출자 고성원 PD가 그랬던 것[3]처럼 배임수재 혐의로 구속된 전과[4] 가 있었다.